# Jeremy Dodson
Jeremy Dodson (30. kolovoza 1987.) je samoanski sprinter. Na Svjetskom prvenstvu u atletici 2015. u Pekingu nastupao je za Samou u utrci na 200 metara, te je u poluzavršnici osvojio visoko 21. mjesto.

## Karijera

### 2015.
Kao drugi predstavnik Samoe na Svjetskom prvenstvu u atletici 2015. u Pekingu Jeremy se natjecao u utrci na 200 metara. Nakon što je u četvrtzavršnici istrčao svoj najbolji rezultat sezone, u poluzavršnici je zauzeo 21. mjesto, nedovoljno za završnicu, u koju je vodilo prvih osam mjesta.
| Tumač znakova: | Q | Kvalificirani normom | q | Dodatno kvalificirani | NR | Državni rekord | PB | Osobni rekord | SB | Rekord sezone | DNA | Bez nastupa |

| Atletičar     | Disciplina | Četvrzavršnica | Četvrzavršnica | Poluzavršnica | Poluzavršnica | Završnica | Završnica |
| Atletičar     | Disciplina | Vrijeme        | Plasman        | Vrijeme       | Plasman       | Vrijeme   | Plasman   |
| ------------- | ---------- | -------------- | -------------- | ------------- | ------------- | --------- | --------- |
| Jeremy Dodson | 200 metara | 20,31 s SB     | 17. q          | 20,53 s       | 21.           | DNA       | DNA       |

8. rujna Dodoson je nastupio na 65. Memorijalu Borisa Hažekovića u Zagrebu, u utrci na 200 metara. Istrčavši utrku u 21,18 sekundi zauzeo je 7. mjesto u završnici.

## Unutarnje poveznice
- Samoa na Svjetskom prvenstvu u atletici 2015.